# 一坂太郎
一坂 太郎（いちさか たろう、1966年11月3日- ）は、日本の歴史学者。元東行記念館副館長・学芸員。主に長州・周防維新史を中心に研究執筆している。
兵庫県芦屋市出身。大正大学文学部史学科卒業。1995年山口県ふるさとづくり功労賞受賞。日本文芸家協会員、国際日本文化研究センター共同研究員（平成30年度）、萩博物館特別学芸員、防府天満宮歴史館顧問、至誠館大学特任教授（2007年4月～2019年3月）、春風文庫主宰などを歴任した。

## 著書
- 『高杉晋作の手紙』日本手紙叢書（新人物往来社）1992。講談社学術文庫 2011
- 『写真集奇兵隊』（奇兵隊士研究所）1993
- 『吉田松陰門下生の遺文 襖の下から幕末志士の手紙が出た』（世論時報社）1994
- 『久坂玄瑞遺墨』（東行庵）
- 『高杉晋作漢詩改作の謎』（世論時報社）1995
- 『龍馬が愛した下関』（新人物往来社）1995
- 『奇兵隊および諸隊士検証墓地』（東行庵）1996
- 『防長戊辰掃苔録』（東行庵）1997
- 『史料赤禰武人』（東行庵）
- 『竜馬がゆく読本』（世論時報社）1997
- 『奇兵隊文書』（東行庵）
- 『東京の中の防長』（山口県）
- 『晋作語録』（山口新聞社）2000
- 『高杉晋作探究』（春風文庫）
- 『防長の隠れた「偉人」たち』（山口銀行厚生会）2002
- 『高杉晋作』（文春新書）2002
- 『長州奇兵隊 勝者のなかの敗者たち』（中公新書）2002
- 『高杉晋作を歩く』（山と溪谷社）2002
- 『坂本龍馬を歩く』（山と溪谷社）
- 『幕末歴史散歩　東京篇』（中公新書）2004
- 『松陰と晋作の志　捨て身の変革者』（ベスト新書）2005
- 『幕末歴史散歩　京阪神篇』（中公新書）2005
- 『九州西国観音霊場巡礼の旅』小島義秀 写真（山と溪谷社）2007
- 『カラー版東海道新幹線歴史散歩 車窓から愉しむ歴史の宝庫』（中公新書）2007
- 『クロニクル高杉晋作の29年』新人物往来社 2008　『史伝吉田松陰』（学研M文庫、2010年）
- 『東京幕末維新を歩く旅 和宮、篤姫、勝海舟、龍馬等々…まちなか再発見の14コース』山と溪谷社 エコ旅ニッポン 2008
- 『高杉晋作こぼれ話』（春風文庫）
- 『高杉晋作100問100答』（萩ものがたり）
- 『萩と日露戦争』（萩ものがたり）
- 『萩の史碑』（萩ものがたり）
- 『松陰先生のことば』（萩ものがたり）
- 『ますらをたちの旅・長州ファイブ物語』（萩ものがたり）
- 『写真集桂小五郎』（萩ものがたり）
- 『若き日の伊藤博文』（萩ものがたり）2008
- 『幕末・英傑たちのヒーロー　靖国前史』（朝日新書、2008年）
- 『ひょうご幕末維新列伝』（神戸新聞出版文化センター）2008
- 『仁王 知られざる仏像の魅力』（中公新書、2009年）
- 『時代を拓いた師弟・吉田松陰の志』（第三文明社）2009
- 『わが夫坂本竜馬 おりょう聞書き』（朝日新書、2009年）
- 『木戸孝允「勤王の志士」の本音と建前』（山川出版社・日本史リブレット、2010年）
- 『幕末時代劇、主役たちの真実 ヒーローはこうやって作られた!』（講談社+α新書、2010年）
- 『高杉晋作の「革命日記」』（朝日新書、2010年）
- 『随想晋作と龍馬』（春風文庫、2010年）
- 『吉田栄太郎の幕末』(春風文庫、2011年)
- 『吉田稔麿の生涯 池田屋事変で散った松陰門下の逸材』(萩ものがたり、2012年)
- 『これだけは知っておきたい幕末・維新』(朝日新聞出版、2012年)
- 『奇兵隊士列伝』 萩ものがたり 2013
- 『司馬遼太郎が描かなかった幕末 松陰・龍馬・晋作の実像』集英社新書 2013
- 『山県有朋の「奇兵隊戦記」』洋泉社 歴史新書y 2013
- 『高杉晋作と諫早生二 「正義派」対「俗論党」秘話』萩ものがたり 2014
- 『高杉晋作と長州』（人をあるく）吉川弘文館、2014
- 『吉田稔麿 松陰の志を継いだ男』KADOKAWA 2014
- 『高杉晋作 情熱と挑戦の生涯』KADOKAWQA 2014
- 『吉田松陰-久坂玄瑞が祭り上げた「英雄」』朝日新書 2015
- 『楠木正成公と吉田松陰』湊川神社 2015
- 『楫取素彦と吉田松陰の妹・文』（新人物文庫）KADOKAWA 2015
- 『高杉晋作考』春風文庫 2015
- 『福岡　地名の謎と歴史を訪ねて』ベスト新書 2016
- 『坂本龍馬を歩く』（ヤマケイ文庫）山と渓谷社 2016
- 『昭和史跡散歩　東京篇』（イースト新書）イースト・プレス 2016
- 『萩を歩く』ウエスト・パブリッシング 2017
- 『わが夫、高杉晋作』萩ものがたり 2017
- 『明治維新とは何だったのか』創元社 2017
- 『フカサクを観よ　深作欣二監督全映画ガイド』青志社 2018
- 『語り継がれた西郷どん』（朝日新書）朝日新聞出版 2018
- 『松陰神社ものがたり』松陰神社（東京） 2018
- 『吉田松陰190歳』青志社 2019
- 『久坂玄瑞』ミネルヴァ書房・ミネルヴァ日本評伝選 2019
- 『わが夫 坂本龍馬 おりょう聞書き』青志社 2019
- 『暗殺の幕末維新史-桜田門外の変から大久保利通暗殺まで』 中公新書 2020.11
- 『坂本龍馬と高杉晋作』（朝日新書）朝日新聞出版 2020.11
- 『楠公の遺志を継ぐ者たち』（湊川神社） 2023
- 『暗殺の日本近現代史』 青志社 2023
- 『廣澤眞臣の生涯』春風文庫　2024年

### 共編著
- 『高杉晋作の日記 現代語訳』東行記念館 1996
- 『高杉晋作・奇兵隊関係文献目録』編 東行庵 1997
- 『定本奇兵隊日記・人名索引 修訂版』編 マツノ書店 1999
- 『高杉晋作史料』全3冊 編 田村哲夫校訂 マツノ書店 2002
- 『久保松太郎日記』蔵本朋依共編 マツノ書店 2004
- 『会津と長州、幕末維新の光と闇』星亮一共著 講談社 2009
- 『日本史「宿敵」26番勝負』関裕二・後藤寿一共著 宝島sugoi文庫　2009
- 『江戸時代265年ニュース事典』山本博文監修 蒲生眞紗雄・後藤寿一共著 柏書房 2012
- 『吉田年麻呂史料』道迫真吾共編 マツノ書店 2012
- 『久坂玄瑞史料』マツノ書店 2018